# Kawer
Kawer (auch Ka-wer) war die Bezeichnung einer altägyptischen Gottheit, die bereits im Alten Reich belegt ist.

## Hintergrund
Über die Gottheit Kawer berichten die Pyramidentexte: „Der Verstorbene soll ihn zum Pfeiler des zehnten oberägyptischen Wadjit-Gaues und zu den Feldern des großen Stieres übersetzen, wobei Kawer den Verstorbenen und den Pfeiler verkörpert und umgekehrt“. Im Mittleren Reich wird Kawer im Zusammenhang mit der Totengottheit Kemwer erwähnt: „Der  Verstorbene ist das Wasser (mw), die Erde (t3), die Bitterseen (km-wr) und der große Stier (k3-wr)“. 
Ikonografisch war Kawer als stehende Gottheit dargestellt; seinen Namen trugen folgende Götter: Im Neuen Reich Amun-Re und Month, in der Spätzeit Osiris und Re, in griechisch-römischer Zeit Osiris-Chentechtai und Haroeris.